# Mikołaj Kościelecki (zm. 1479)
Mikołaj Kościelecki, Mikołaj z Kościelca, herbu Ogończyk (ok. 1405–1479) – chorąży bydgoski (1433), chorąży brzeskokujawski (1434), kasztelan bydgoski w latach 1448–1453, kasztelan inowrocławski (1453), wojewoda inowrocławski (1453), starosta dobrzyński (1453), wojewoda brzeskokujawski (1457), starosta malborski (1476-1478), starosta brodnicki w latach 1456–1461, dziedzic dóbr kujawskich, stronnik Kazimierza IV Jagiellończyka, jeden z realizatorów jego pruskiej polityki.

## Życiorys
Urodził się około 1405 roku (lub 1410) jako syn Janusza – wojewody inowrocławskiego i starosty dobrzyńskiego. Jego bratem był Jan Kościelecki (ok. 1415-1475) wojewoda inowrocławski.
Po ojcu odziedziczył dobra na Kujawach. Był ojcem Mikołaja Kościeleckiego (biskupa chełmskiego). Jego synem był też Jan Kościelecki (ok. 1435–1498) – wojewoda inowrocławski. Wnukiem zaś był Mikołaj Kościelecki (ok. 1485-1535) wojewoda kaliski. W 1445 roku za pozwoleniem króla Kazimierza Jagiellończyka lokował miasto Skępe. W przywileju lokacyjnym napisał: „Chcąc przyprowadzić do dobrych użytków dziedzictwo swoje koło jeziora zwanego Święte, za przyzwoleniem Najjaśniejszego Króla, Nowe Miasto, na nowym siedlisku ustanowić i założyć.” W swoich posiadłościach wprowadzał gospodarkę folwarczną.
W 1449 r. kontrolował z ramienia króla dobra biskupów kujawskich znajdujące się na Pomorzu pod panowaniem zakonu. Z kolei 26 maja 1450 r. znajdował się w gronie pięciu dygnitarzy w Brodnicy przyjmujących od nowego wielkiego mistrza zakonu przysięgę zachowania pokoju brzeskiego. Był świadkiem wydania statutów nieszawskich przez króla Kazimierza IV Jagiellończyka w 1454 roku. Był sygnatariuszem i gwarantem aktu pokoju toruńskiego 1466 roku. Pieczęć Mikołaja Kościeleckiego ze Skępego umieszczono przy dokumencie traktatu toruńskiego z dnia 19 października 1466 roku. W polu pieczęci na pochylonej tarczy herb Ogon, nad tarczą hełm z labrami, w klejnocie para wzniesionych ramion w rękawach z dzwoneczkami, dłonie rozłożone w słup.
Zmarł w 1479 roku.